# Filoctetes (Sòfocles)
Filoctetes (en grec: Φιλοκτήτης) és una tragèdia escrita per Sòfocles i estrenada al festival de Dionís de 409 aC, on va guanyar el primer premi. La trama transcorre durant la guerra de Troia, després de la major part dels fets narrats a la Ilíada però abans de la caiguda de la ciutat. Descriu l'intent de Neoptòlem i Odisseu d'endur-se a Troia l'esguerrat Filoctetes.
Els dramaturgs Èsquil i Eurípides també van escriure obres titulades Filoctetes, però no s'han conservat.

## Obra

### Antecedents
Com en gairebé totes les tragèdies gregues, l'obra anava dirigida a un públic per a qui ja era familiar el mite de Filoctetes. Aquest heroi havia estat un dels pretendents d'Hèlena que s'embarcà, amb set vaixells, cap a Troia. Quan l'estol grec va ancorar a Crise va entrar sense adonar-se'n a l'espai sagrat d'un temple. La serp que el protegia li ferí el peu i el deixà esguerrat. Com que els crits de dolor de Filoctetes minvaven la moral i la ferida feia fortor, els cabdills van resoldre abandonar-lo a l'illa de Lemnos.
Deu anys més tard, l'endeví Hèlenos va predir que Troia només podria ser conquerida amb l'ajuda de Filoctetes i el seu arc, un regal d'Hèracles. Davant de la necessitat de recuperar Filoctetes, Odisseu i Neoptòlem s'embarcaren cap a Lemnos.

### Argument
Odisseu i Neoptòlem arriben a l'illa de Lemnos per intentar que Filoctetes torni amb ells al setge de Troia. Odisseu explica el seu pla a Neoptòlem: aquest fingirà que s'ha enemistat amb els capitosts grecs i que està tornant cap a casa després d'haver-se enemistat amb Odisseu, oferint-li l'oportunitat de marxar de l'illa amb ell.
Filoctetes escolta Neoptòlem i es creu la història, permetent que Neoptòlem contempli l'arc d'Hèracles. Amb l'oportunitat de robar l'arc a l'abast, la consciència de Neoptòlem el fa dubtar. Apareix Odisseu i s'inicia un debat que acaba amb la decisió de Neoptòlem de tornar l'arc a Filoctetes. Odisseu fuig, i Neoptòlem intenta convèncer que Filoctetes vagi a Troia. Tot i que no ho aconsegueix, accepta permetre a Filoctetes a abandonar de l'illa, exposant-se a la ira dels seus compatriotes aqueus.
Tanmateix, quan estan a punt d'abandonar l'illa, apareix Hèracles des del regne dels morts i revela que si Filoctetes va a Troia es curarà i els grecs resultaran vencedors. Filoctetes, voluntàriament, decideix anar a Troia.

### Dramatis Personae
Personatges, per ordre d'aparició: Odisseu, Neoptòlem, cor de mariners, Filoctetes, un espia disfressat de mercader, Hèrcules

## Traducció al català
Filoctetes, juntament amb la resta de l'obra completa de Sòfocles, va ser traduïda per Carles Riba, essent publicades el 1977 per Clàssics Curial.